# 罗景垣
罗景垣（韩语：／ Na Kyung-won；1963年12月6日—），大韩民国保守派政治人物，现任韓國國會議員。首尔大学法律系毕业，出身法官，後轉任律师。
2025年4月11日，罗景垣宣布参加2025年韩国总统选举。

## 經歷
2002年大韓民國總統選舉中擔任大国家党总统候选人李会昌的女性特别助手步入政壇。2004年代表大國家黨參與国会议员選舉並当选。2011年首爾市長補選中代表大國家黨競選前市長吳世勳辭職後所遺職位，敗給安哲秀支持的朴元淳。2015年2月被任命為第一位女性外交统一委员会主席。
2018年4月27日，兩韓舉行文金會，罗景垣認為北韓根本沒有提出無核化的具體方案，對會談結果感到無奈。
2018年12月11日，韩国执政党新世界党改名，罗景垣出马角逐自由韓國黨國會院內代表並當選。
2019年3月12日，罗景垣在大韓民國國會發表聲明，批判文在寅政府的政策，形容他是朝鲜領導人金正恩的首席發言人，並表示雙方會談是有争议的。
2020年4月15日，罗景垣在國會選舉中落選，敗給同樣法官出身的李秀真，連任失利。

## 爭議
2011年9月26日，罗景垣訪問一所與重度殘疾有關的機構，在記者面前脫掉一名重度殘疾青少年的衣物並進行裸浴而受到社會批評。人權團體也對罗景垣表示譴責。
2019年4月15日，大學生在抗議活動中佔領了罗景垣的辦公室。
2019年9月，韓國媒體報導稱，罗景垣的兒子在高中時涉嫌獲得特權，在一篇研究摘要中被列為第一作者，該篇論文隨後在首爾大學的醫學工程會議上發表。罗景垣表示她對相關指控感到「遺憾」，並強調其子「親自進行實驗並撰寫內容」。

## 個人生活
罗景垣與法官김재호結婚，並育有兩個孩子。她的女兒患有唐氏症。